# Wilhelm Dörpfeld
Wilhelm Dörpfeld (26 de diciembre de 1853-25 de abril de 1940) fue un arquitecto y arqueólogo alemán que participó en las excavaciones llevadas a cabo entre 1877 y 1881 en Olimpia, y posteriormente, junto a Heinrich Schliemann, en Orcómeno y en Troya.
En Troya participó en las excavaciones desde 1882 y desarrolló plenamente la técnica de la estratigrafía. En el curso de la excavación de 1890 encontró restos de un edificio que contenían cerámica similar a otros fragmentos hallados en Orcómenos, Micenas y Tirinto, por lo que dedujo que el estrato que contenía los restos, llamado Troya VI, era el contemporáneo con el mayor auge de la civilización micénica, y por tanto se podría identificar con la ciudad cantada por Homero en la Ilíada, refutando así la opinión de Schliemann de que Troya II era la Troya homérica.
Tras la muerte de Schliemann, Dörpfeld prosiguió las excavaciones en Troya en 1893 y 1894, desenterrando gran parte del estrato correspondiente a la ciudadela de Troya VI, y observando que la ciudad había sucumbido violentamente tras un gran incendio. No llegó a hallar la ciudad inferior que fue descubierta por Manfred Korfmann a partir de 1988, pero ya había supuesto que esta ciudad inferior se llegaría a descubrir, puesto que algunos sondeos que encargó a varios especialistas habían hallado indicios de ello. 
En 1902 publicó Troia und Ilion. Ergebnisse der Ausgrabungen in den vorhistorischen und historischen Schichten von Ilion 1870-1894, que contiene sus conclusiones acerca de las excavaciones de Troya.

## Algunas publicaciones
- Para la Sociedad Arqueológica en Berlín en 1881, con Friedrich Graeber, Richard Borrmann, Karl Siebold. Über die Verwendung von Terrakotten am Geison und Dache griechischer Bauwerke, ed. G. Reimer, Berlín; Univ. Heidelberg

- Das griechische Theater. 1896.

- Troja und Ilion. 1902.

- Olympia in römischer Zeit. 1914. Univ. Heidelberg

- Alt-Olympia. 2 v. 1935.

- Alt-Athen und seine Agora. 2 v. 1937–1939.

- Erechtheion. Dibujos y edición de Hans Schleif. Mittler, Berlín 1942 Univ. Heidelberg].

- Daten meines Lebens. Ed. de Klaus Goebel & Chara Giannopoulou, Patras 2010. ISBN 978-960-6684-62-3.

Ver otros escritos debajo (Weblink, Wikisource) y la lista completa de las publicaciones:
- Peter Goessler, en: Archäologischer Anzeiger 1950/1951, p. 381ff.